# Golzow, Potsdam-Mittelmark
Golzow là một đô thị thuộc huyện Potsdam-Mittelmark, bang Brandenburg, Đức.